# Viorica Viscopoleanu

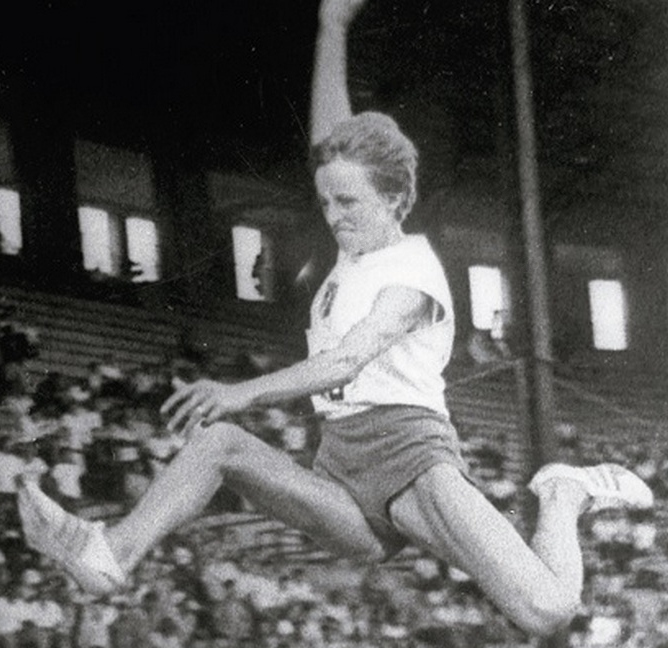
Viorica Viscopoleanu (1968)

Viorica Viscopoleanu, geborene Viorica Belmega (* 8. August 1939 in Budenez, Rumänien, heute Rajon Storoschynez, Ukraine) ist eine ehemalige rumänische Leichtathletin. Sie wurde 1968 Olympiasiegerin im Weitsprung.

## Olympische Spiele
Viorica Viscopoleanu nahm dreimal an Olympischen Spielen teil und erreichte jedes Mal das Finale. 1964 erreichte sie mit 6,35 m den fünften Platz, wobei ihr acht Zentimeter zur Bronzemedaille fehlten. 1968 sprang sie gleich im ersten Versuch des Finales mit 6,82 m Weltrekord. Mit jedem ihrer anderen vier gültigen Sprünge hätte sie ebenfalls eine Medaille erreicht, aber mit dem Weltrekord gewann sie deutlich Gold mit 14 Zentimetern Vorsprung vor der zweitplatzierten Britin Sheila Sherwood. 1972 belegte Viorica Viscopoleanu dann mit 6,48 m noch einmal den siebten Rang.

## Europameisterschaften
Bei den Freiluft-Europameisterschaften konnte Viscopoleanu ebenfalls dreimal das Finale erreichen.
1966 belegte sie mit 6,33 m Rang fünf. 1969 gewann sie mit 6,45 m Silber hinter der Polin Mirosława Sarna mit 6,49 m. 1971 konnte sie mit 6,39 m noch einmal Platz sechs erreichen.
Bei den Europäischen Hallenspielen gewann Viscopoleanu 1967 und 1968 Bronze. Bei der ersten Halleneuropameisterschaften gewann sie 1970 Gold mit 6,56 m in einem äußerst knappen Wettkampf vor der bundesdeutschen Heide Rosendahl mit 6,55 m, der Polin Sarna mit 6,54 m und der DDR-Springerin Burghild Wieczorek mit 6,53 m. 1971 gewann Viscopoleanu noch eine Bronzemedaille. Ihre letzte Endkampfplatzierung bei internationalen Meisterschaften war Platz fünf bei den Halleneuropameisterschaften 1974.

## Sonstiges
Bei einer Körpergröße von 1,67 m betrug ihr Wettkampfgewicht 55 kg. Viscopoleanu beendete ihre Karriere im Alter von 36 Jahren und wurde anschließend Trainerin. Sie ist verheiratet und hat zwei Kinder.